# جنغل بلز

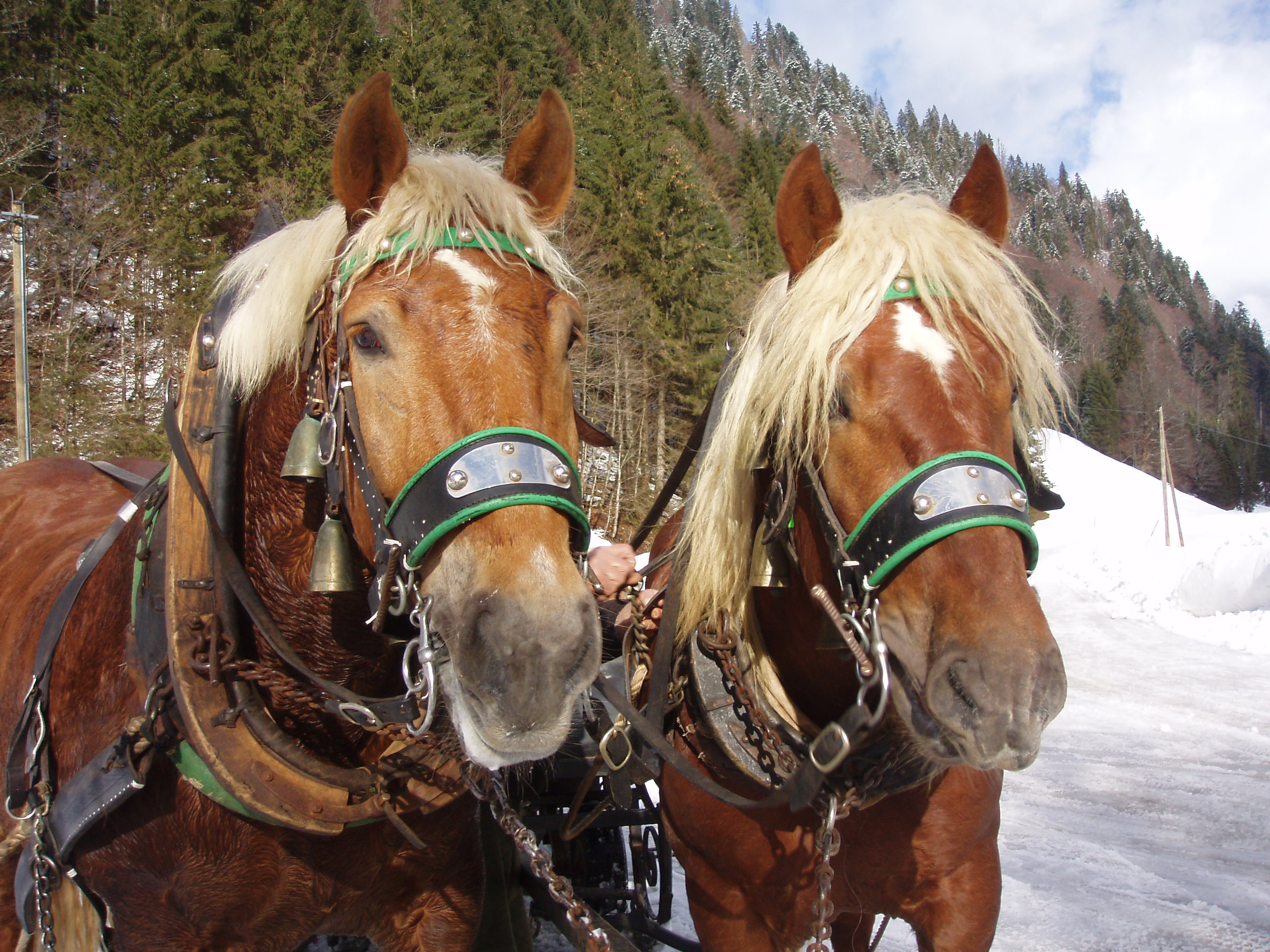
مزلجة أحصنة ذات أجراس.

جنغل بلز (بالإنجليزية: Jingle Bells) هي عربة خشبية تجرها احصنة ذات أجراس.الاسم يأتي من الإنجليزية وهي تستخدم كثيرا في مناطق، وصيغت موسيقى وأغنية بهذا الاسم يكثر عزفها وغنائها في الشتاء مع سقوط الجليد في بلاد كثيرة من شمال أوروبا وأمريكا.
ترجع أصلا إل أغنية ألفها ولحنها «جيمس لورد بيربونت» بين عامي 1850 - 1857 في الولايات المتحدة الأمريكية لتكون أغنية مرحة للشتاء، حين يسقط الجليد.
 الإنية تقول«دقي أيها الأجراس». وقد قامت شركة أوليفر ديتسون في بوسطن بنشرها في عام 1857. وتعرف تلك الإنية في بعض البلاد العربية مثل لبنان ومصر.

## الإنشاء
إنه سؤال غير محسوم أين ومتى قام بيربونت بتأليف الأغنية التي ستُعرف باسم «جينغل بلز». لوحة في 19 هاي ستريت في وسط ميدان ميدفورد في ميدفورد، ماساتشوستس، تخلد ذكرى «مسقط رأس» «جينغل بلز»، وتزعم أن بيربونت كتب الأغنية هناك في عام 1850، في ما كان آنذاك حانة سيمبسون. تدعّي روايات التاريخ المحلي السابقة أن الأغنية مستوحاة من سباقات التزلج الشعبية في المدينة خلال القرن التاسع عشر.
تم الحصول على حقوق نشر «جينغل بلز» في الأصل باسم «مزلقة الحصان الواحد المفتوحة» في 16 سبتمبر 1857. تم تأدية الأغنية لأول مرة في 15 سبتمبر 1857 في قاعة أوردواي في بوسطن بواسطة الفنان جوني بيل، مؤدي أدوار دور وجه أسود. تتشابه كلمات بيربونت بشكل لافت مع الأسطر من العديد من الأغاني الأخرى لركوب الزلاجات التي كانت شائعة في ذلك الوقت؛ جادل الباحث كينا هاميل بأن هذا، بالإضافة إلى حاجته المستمرة للمال، قاده إلى تأليف الأغنية وإصدارها كمؤسسة مالية فقط: «كل شيء عن الأغنية يتم إنتاجه ونسخه من أشخاص آخرين وخطوط من أغاني أخرى - لا يوجد شيء أصلي حول هذا الموضوع.»
يشير تاريخ حقوق التأليف والنشر للأغنية إلى أن بيربونت كتب الأغنية في ميدفورد، لأنه بحلول ذلك التاريخ كان عازف الأرغن ومدير الموسيقى في كنيسة التوحيد في سافانا، جورجيا، حيث عمل شقيقه القس جون بيربونت جونيور كوزير. في أغسطس 1857، تزوج بيربونت من إليزا جين بورس، ابنة عمدة سافانا. بقي بيربونت في سافانا ولم يعد إلى الشمال أبدًا.
كان المعنى المزدوج لكلمة "upsot" مضحكًا، كما أن ركوب الزلاجة أعطى الزوجين غير المصحوبين فرصة نادرة للالتقاء معًا، دون إشراف، في غابات أو حقول بعيدة، مع كل الفرص المتاحة. أصبح هذا مصطلح "upset" يعني الانزعاج باللغة العربية، وهو مصطلح نقله بيربونت إلى "upsot"، عنصرًا جذريًا في نزهة بركوب مزلقة ضمن سرد المزلقة.

## كلمات الأغنية
يشير المؤرخ الموسيقي جيمس فولد إلى أن «كلمة جلجل في العنوان والعبارة الافتتاحية هي على ما يبدو فعل حتمي». في فصل الشتاء في نيو إنجلاند في أيام ما قبل السيارات، كان من الشائع تزيين أحزمة الخيول بأشرطة تحمل أجراسًا كوسيلة لتجنب الاصطدامات عند التقاطعات العمياء، نظرًا لأن الزلاجة التي تجرها الخيول في الثلج لا تحدث ضوضاء تقريبًا. إن إيقاع اللحن يحاكي أجراس الحصان. ومع ذلك، فإن «أجراس جلجل» عادة ما تعني نوعًا معينًا من الجرس.
مُندفعاً عبر الجليد

في مزلقة ذات حصان واحد

أوير هي الحقول التي نذهب إليها

يضحك طوال الطريق

الأجراس تَرنُ علي ذيل بوب

جعلت معنوياتنا مُشرقة

يا لها من متعة الركوب والغناء

و أغنية مزلقة الليلة!

 جلجلي أيتها الأجراس جلجلي،

 جلجلي على طول الطريق.

 أوه! يالها من متعة ركوب

 في مزلقة مفتوحة ذات حصان واحد.

 جلجلي أيتها الأجراس جلجلي،

 جلجلي على طول الطريق؛

 أوه! يالها من متعة ركوب

 في مزلقة مفتوحة ذات حصان واحد.

على الرغم من أنها أقل شهرة من الافتتاحية، إلا أن الآيات المتبقية تصور متعة الشباب عالية السرعة. في الآية الثانية، يركب الراوي فتاة ويفقد السيطرة على الزلاجة: 
مُندفعاً عبر الجليد

في مزلقة ذات حصان واحد

أوير هي الحقول التي نذهب اليها

يضحك طوال الطريق

تَرنُ الأجّراس على ذيل بوب 

جعلت معنوياتنا مُشرقة

يا لها من متعة الركوب والغناء

و أغنية المَزلقة الليلة !

 جلجلي أيتها الأجراس جلجلي،

 جلجلي على طول الطريق.

 أوه! يالها متعة الركوب

 في مزلقة مفتوحة ذات حصان واحد.

 جلجلي أيتها الأجراس جلجلي،

 جلجلي على طول الطريق؛

 أوه! يالها من متعة ركوب

 في مزلقة مفتوحة ذات حصان واحد.
في الآية التالية (التي غالبًا ما يتم تخطيها)، يسقط من مزلقة ويضحك عليه أحد المنافسين: 
قبل يوم أو يومين،

القصة التي يجب أن أرويها

خرجت على الثلج

وسقطت على ظهري.

جنت كان يركب بجانبي

في مزلقة ذات حصان واحد،

ضحك هناك وأنا أتمدد علي الأرض،

لكن سرعان ما ابتعد.

|: الكورس:|
في المقطع الأخير، بعد أن يروي تجربته، يقدم نصيحة لصديق ليأخذ بعض الفتيات، والعثور على حصان أسرع، والإقلاع بأقصى سرعة: 
الآن الأرض بيضاء

اذهب بينما أنت صغيرًا،

خذ الفتيات الليلة

وغنّي أغُنية المزلجة.

فقط احصل على دراجة حصان

اثنين وأربعين كما سرعته

اربطه بمزلقة مفتوحة

وكراك! سوف تأخذ زمام المبادرة.

|: الكورس:|
1. ↑  Two forty refers to a mile in two minutes and forty seconds at the خبب, or 22.5 miles per hour. This is a good speed, and suggests the desired horse of that era was a type later known as a ستاندرد بريد.

ملاحظات على كلمات "Upsot" هي نسخة شعرية بديلة من "upset" تعني الانزعاج.
تشير اثنان وأربعون إلى ميل في دقيقتين وأربعين ثانية في خبب (مشية الخيل)، أو 22.5 ميلًا في الساعة. هذه سرعة جيدة، وتشير إلى أن الحصان المطلوب في تلك الحقبة كان من النوع المعروف فيما بعد باسم ستاندرد بريد.

### الكلمات الأصلية
اختلفت أول مقطعين وجوقة من كلمات 1857 الأصلية قليلاً عن تلك المعروفة اليوم. ولا يعرف من استبدل الكلمات بتلك الموجودة في النسخة الحديثة.
يندفع من خلال الثلج،

في مزلقة ذات حصان واحد،

ونذهب الي  تلال  أوير،

يضحك طوال الطريق.

الأجراس ترنُ على ذيل بوب،

جعلت معنوياتنا مُشرقة،

 يا لها من رياضة للركوب والغناء

و أغنية مزلقة الليلة.

 |: الكورس: |

 جلجلي أيتها الأجراس جلجلي،

 جلجلي على طول الطريق؛

 أوه! يا لها من متعة ركوب

 في مزلقة مفتوحة ذات حصان واحد.

قبل يوم أو يومين

ظننتُ أنني لن أذهب في جولة

ولكن سرعان ما الآنسة فاني برايت

كانت جالسة بجانبي.

كان الحصان نحيلاً وضامرًأ

بدا سوء حظه واضحاً

لقد دخل إلى جُرف مائل

و نحن —أصبحنا مستائين.

## لحن (ميلودي)
النسخة الأصلية لعام 1857 من «جينغل بلز» ظهرت بجوقة مختلفة بشكل كبير. إن تطور الحبال الهابطة في المقطع الأصلي (I، V / VII، vi. III، IV I / III، V / II، I) يحمل بعض التشابه مع قانون باشلفيل كانون. من ناحية أخرى، تحتوي الآيات في الغالب على نفس اللحن (مع بعض التبسيط الطفيف) في عمليات الترحيل السري الحديثة كما كان الحال في عام 1857. وأصل لازمة أبسط وحديثة غير معروف، ولكنها تعود إلى عام 1898على الأقل، عندما كانت أقدم تم إصدار تسجيل الفونوغراف الناجي للأغنية من خلال شركة سجلات اديسون. يتم استخدام نغمة «جينغل بلز» في الأغاني الفرنسية والألمانية، على الرغم من أن الكلمات لا علاقة لها بالكلمات الإنجليزية. كلتا الأغنيتين تحتفلان بالمرح الشتوي، كما في النسخة الإنجليزية. الأغنية الفرنسية بعنوان حياة طويلة "Vive le vent" («تحيا الريح») كتبها فرانسيس بلانش وتحتوي على إشارات إلى وقت الأب ورأس السنة الميلادية وعيد رأس السنة الجديدة. هناك العديد من الإصدارات الألمانية من «جينغل بلز»، بما في ذلك رجل ثلج أبيض صغير بالالمانية "Ein kleiner Weißer Schneemann" لرويا بلاك.

## التسجيلات والعروض
أصبحت أغنية «جينغل بلز» لجيمس لورد بيربونت عام 1857 واحدة من أكثر أغاني العطلات العلمانية أداءً وتميزًا على الإطلاق، ليس فقط في الولايات المتحدة، ولكن في جميع أنحاء العالم. تقديراً لهذا الإنجاز، تم التصويت لجيمس لورد بيربونت في قاعة مشاهير كتاب الأغاني. تم تسجيل «جينغل بلز» لأول مرة بواسطة ويل لايل في 30 أكتوبر 1889على أسطوانة اديسون، ولكن من المعروف أنه لا توجد نسخ باقية. تم تسجيل أول تسجيل على قيد الحياة بواسطة اديسون ميل كوتيت في عام 1898، أيضًا على أسطوانة اديسون، كجزء من مجموعة عيد الميلاد بعنوان «حفل ركوب مزلقة». في عام 1902، سجلت الرباعية هايدن أغنية «جينغل بلز». أصبحت الأغنية المفضلة في عيد الميلاد في أوائل القرن العشرين.
في عام 1943، سجل بينج كروسبي وأخوات أندروز أغنية «جينغل بلز» باسم ديكا 23281  والتي وصلت إلى رقم 19 على الرسوم البيانية  وبيعت أكثر من مليون نسخة. في عام 1941، حصل جلين ميلر وفرقته الموسيقية مع تيكس بينيكي، وماريون هوتون، وإيرني كاسيريس، والموديرنيرز على الغناء على المركز الخامس مع أغنية «جينغل بلز» على آر سي أيه فيكتور، مثل بلوبيرد 11353. في عام 1935، بيني جودمان وأوركسترا له وصلوا إلى رقم 18 على الرسوم البيانية بتسجيلهم لأغنية «جينغل بلز». في عام 1951، حصل ليه بول على المركز العاشر بإصدار متعدد المسارات على الغيتار. في عام 2006، حصل كيمبرلي لوك على المركز الأول في قائمة بيلبورد للبالغين المعاصرة بتسجيل الأغنية.

| noicon\|60px | Oben: Noten. Links: Melodie abspielen (Audiodateiinfo). |

## لوحة تذكارية في سافانا

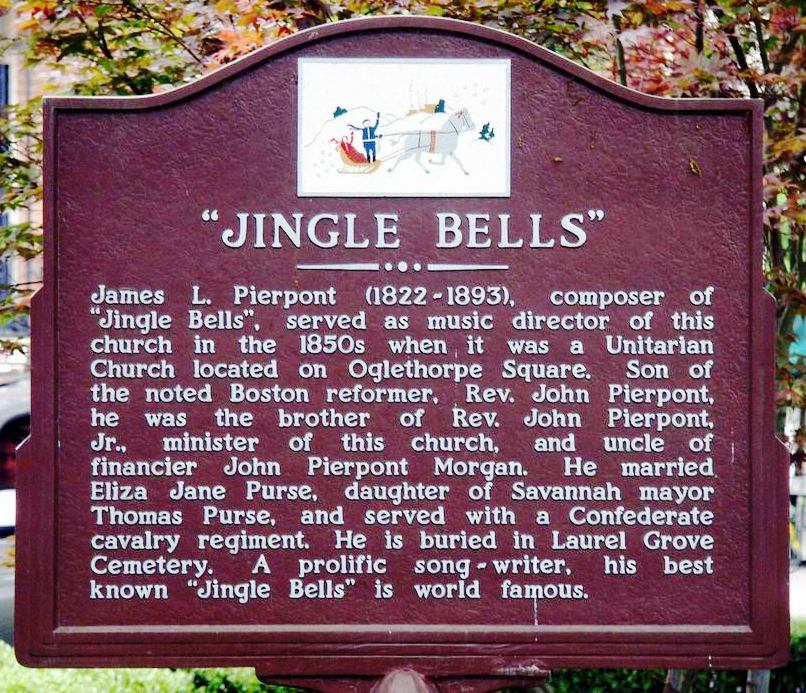
لوحة تذكارية للاغنية في سافانا بولاية جورجيا الأمريكية.

## أول أغنية في الفضاء الخارجي
كانت أغنية «جينغل بلز» أول أغنية تذاع من الفضاء الخارجي من بعثة جيميني 6 خلال أعياد عيد الميلاد، وقام بإذاعتها رائدي الفضاء توم ستافورد ووالي سيرا.

أرسلوا هذا التقرير إلى مركز مراقبة المهمة:
قام رواد الفضاء بعد ذلك باستخدام هارمونيكا وأجراس مزلقة مهربة، وقام شيرا بالأداء على الهارمونيكا وستافورد على الأجراس، وقاموا ببث أغنية «جينغل بلز». الهارمونيكا، التي عُرضت على الصحافة عند عودتهم، كانت عبارة عن «ليتل ليدي» سيدة صغيرة من شركة هوهنر، وهي هارمونيكا صغيرة يبلغ طولها حوالي بوصة واحدة (2.5 سم)، وعرضها 3/8 بوصة (1 سم).

## المحاكاة الساخرة والتكريم
مثل العديد من الألحان البسيطة والجذابة والشائعة، غالبًا ما تكون أغنية «جينغل بلز» موضوع محاكاة ساخرة. «جنغل بلز، باتمان سميلز (رائحة)» هي محاكاة ساخرة معروفة منذ منتصف الستينيات، مع العديد من الاختلافات في كلمات الأغاني. يغني بارت سيمبسون هذا الإصدار في عائلة سيمبسون، وكانت المرة الأولى له في "سمبسون تحميص على نار مفتوحة [الإنجليزية]" (17 ديسمبر 1989).
تم تسجيل المحاكاة الساخرة أو الإصدارات الجديدة من «جينغل بلز» من قبل العديد من الفنانين، وتشمل هاري ستيوارت المعروف بيوغي يورجيسون «ينجل بلز» ودا يوبرز «شيفروليه صدئه» وكولن بوكانان وغريج تشامبيون «الأسترالي جينغل بلز» والمهرجون الثلاثة «جينغل بلز دراق»، وأداء «جنغل بومبز» لجف دونهام في رسمه «أحمد الإرهابي الميت». محاكاة ساخرة أخرى للأغنية هي «بامبكين بلز»، «بامبكين كارول» التي تحتفل بعيد هالووين وغريت بامبكين«القرع العظيم». نشأت في كتاب بينوتس بوك أوف بامبكين كارول بمعني ترنيمة القرع الفول السوداني،  وهو كتيب يستند إلى الشريط الهزلي «بينوتس» ونشرته بطاقات هولمارك في الستينيات.
تترجم أغنية «اوسي جينغل بلز» الأسترالية فكرة الأغنية الأصلية على نطاق واسع إلى عيد الميلاد الصيفي في نصف الكرة الجنوبي:
الأسترالي جنغل بلز
الانطلاق عبر الأدغال، في هولدن صدئة ute.

ركل الغبار، إسكيفي الحذاء الطويل،

كيلبي بجانبي، أغني أغاني عيد الميلاد،

حان وقت الصيف وأنا أرتدي قميص داخلي وسراويل قصيرة وثونج

 أوه! أيتها الأجراس جلجلي، أيتها الأجراس جلجلي، جلجلي على طول الطريق، : عيد الميلاد في أستراليا في يوم صيفي حار، يا!

 أيتها الأجراس جلجلي، أيتها الأجراس جلجلي، وقت عيد الميلاد جميل !،

 يا لها من متعة الركوب في سيارة هولدن صدئة. [بحاجة لمصدر] 
تضيف آيات أخرى مزيدًا من التفاصيل حول ما يحدث عندما يصل عيد الميلاد للعائلة. أغنية «جينغل بلز روك» للمخرج بوبي هيلمز تكرّم أغنية «جينغل بلز»، تشير مباشرة إلى كلمات أغنية المصدر، ولكن بلحن مختلف. تم تسجيله وإصداره في الأصل بواسطة هيلمز بأسلوب روكابيلي، وأصبح «جينغل بلز روك» نفسه منذ ذلك الحين معيارًا لعيد الميلاد.
أصبحت النغمات الأولى في الكورس فكرة تم إدراجها في تسجيلات أغاني عيد الميلاد الأخرى، وعلى الأخص في بداية ونهاية أغنية بنج كروسبي «إنها بداية تبدو كثيرًا مثل عيد الميلاد»؛ مقطع غيتار في نهاية «أغنية عيد الميلاد» لنات كينغ كول؛ وكلارنس كليمونز يؤديان عزفًا منفردًا على الساكسفون في منتصف أغنية «عيد ميلاد سعيد بيبي» ميري كريسماس بيبي لبروس سبرينغستين. يُسمع أيضًا بيانو يعزف على هذه النوتة الموسيقية في نهاية إصدار سبرينغستين من «سانتا كلوز قادم إلى المدينة». نسخة بطيئة من افتتاح الجوقة تشكل خاتمة ستان فريبيرج «غرين كري $ ما $» لعام 1957، والتي يتخللها أصوات ماكينة تسجيل المدفوعات النقدية. ماريا كاري تستخدم القليل من اللحن في أغنيتها «عندما يأتي عيد الميلاد» وين كريسماس كام. تبدأ أغنية جوني ميتشل عام 1971 «نهر» بنسخة حزينة من الكورس على البيانو. في عام 2010، أنتج الموقع الإسرائيلي الساخر «لاتما» محاكاة ساخرة بعنوان «الجهاد بلز» أجراس الجهاد، حيث يشرح الوزير الفلسطيني وزير الغضب الذي لا يمكن السيطرة عليه اضطهاد المسيحيين في العالم الإسلامي.

## الجدل
في عام 2017، نشرت الأستاذة بجامعة بوسطن كاينا هاميل بحثًا أكاديميًا يكشف أن «جينغل بلز» قد قام بأدائها لأول مرة الفنان مؤدي أدوار دور وجه أسود جوني بيل في قاعة أوردواي في 16 سبتمبر 1857. تلقت الصحيفة رد فعل عنيفًا من قبل الكثيرين الذين أشاروا إلى أن الأغنية لم تكتب للمُغني، وأن المؤلفين لم يكونوا عنصريين، ولم تكن أي من كلمات الأغنية عنصرية. هاميل «كانت حريصة دائمًا على التأكيد على أن الأغنية ليست عنصرية وأنه يجب على الناس الاستمرار في غنائها.» هاميل «لم تقل أبدًا أن جينغل بلز أصبحت عنصرية الآن ولم تسعى إلى إثناء الناس عن غناء اللحن».

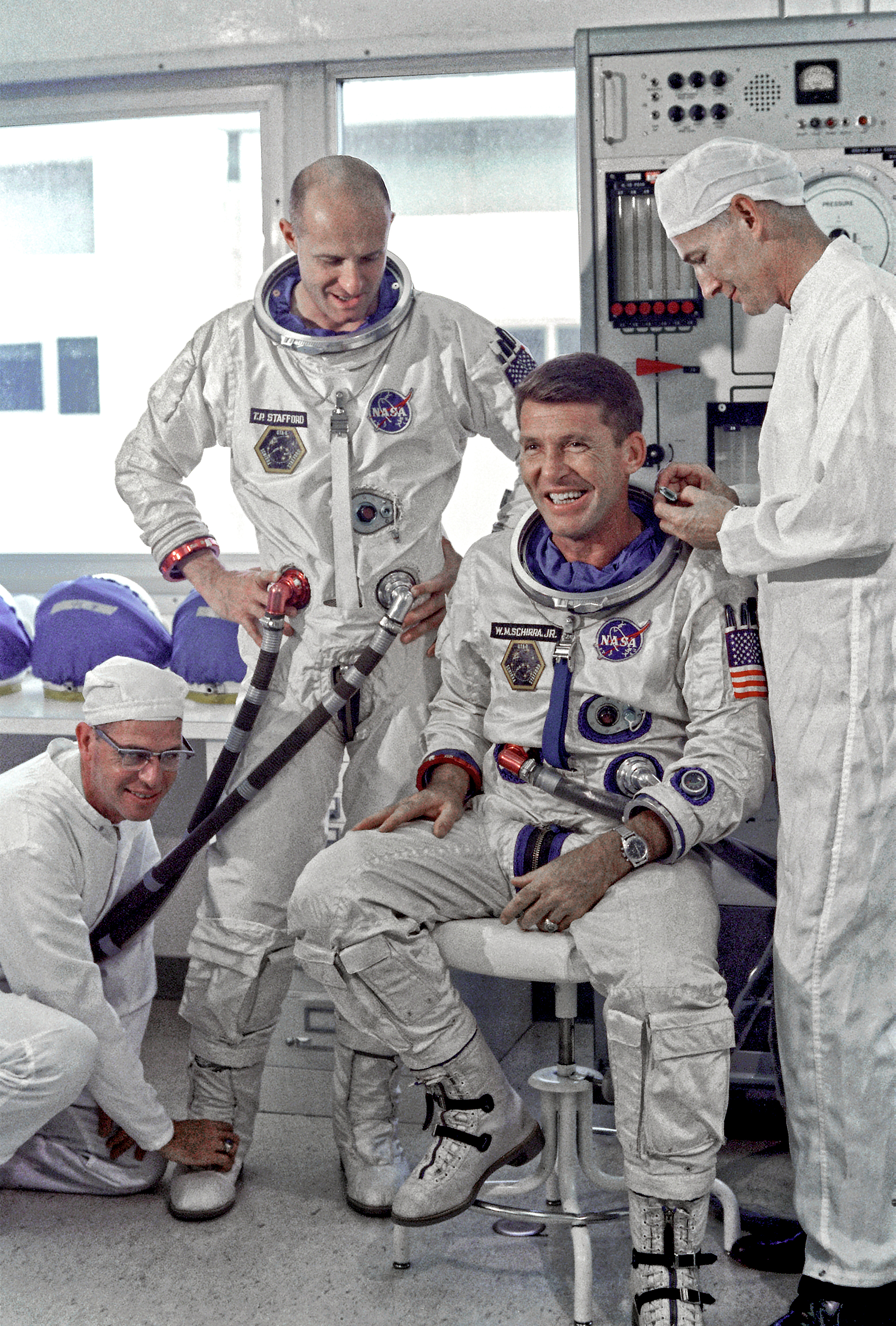
والي شيرا وتوماس ستافورد من بعثة جيميني 6 (1965).

## وصلات خارجية
- Allmusic search showing over 5,500 artists have recorded this song نسخة محفوظة 18 أكتوبر 2010 على موقع واي باك مشين.
- Lyrics to "Jingle Bells"
- An original arrangement of "The One Horse Open Sleigh" at The Library of Congress
- The Story of "Jingle Bells"
- Free arrangements for piano and voice from Cantorion.org
- James Lord Pierpont—discussion of the song's history
- Complete lyrics to "Jingle Bells"
- Story of the Singing Dogs
- Jingle Belles

## اقرأ أيضا
- برنامج جيميني